# Reyna Barrera
Reyna Barrera López (Ciudad de México, 13 de octubre de 1939) es catedrática, escritora, poeta y crítica de teatro. Estudió en la Facultad de Filosofía y Letras de la Universidad Nacional Autónoma de México. Fundadora y profesora del Colegio de Ciencias y Humanidades.
Su obra abarca la narrativa, novela, poesía y teatro y ha logrado, entre otros galardones, el Reconocimiento Presea Sor Juana Inés de la Cruz (2012) por su trayectoria académica en la UNAM.

## Trabajo
Ha colaborado para Espacio Escena Latinoamérica, Máscaras, Repertorio Teatral del ITI UNESCO, la Revista LeSVOZ y el diario mexicano Unomásuno. 
Fue reconocida con la Cátedra Rosario Castellanos, que otorga el H. Consejo Técnico del CCH de la UNAM (2006-2007). 
Además, obtuvo el Reconocimiento Presea Sor Juana Inés de la Cruz 2012. 
Forma parte del Colectivo de Mujeres Artistas de Tláhuac (COMUART), grupo fundado en 2006 e integrado por mujeres de diversas disciplinas artísticas y áreas del conocimiento, cuyo vehículo de acción es el teatro y la defensa de los derechos de las mujeres, la perspectiva de género, así como múltiples actividades culturales (danza, fotografía, performance, entre otras) para contrarrestar la violencia de género.
Parte de su obra se encuentra en las antologías. Es autora del libro de investigación Las marchantas de los 7 pueblos de Tláhuac.

## Biografía
Fue hija y nieta primogénita. Nació con el cordón umbilical enredado al cuello y fue una fiesta cuando terminó el parto. Su padrino fue el fundador del Sindicato de Ferrocarriles Nacionales de México, Evaristo Barrera de la Rosa, quien exclamó tras el difícil parto: “¡Nació como una reina, así se ha de llamar!". Desde niña tuvo sintió el amor y la atracción por otras niñas y mujeres, lo que fue manifestando a lo largo de toda su obra.
Durante su niñez fue notoria su inteligencia aguda, así como su gran gusto por la literatura (en su adolescencia empezó a leer a Platón y Aristóteles), además de desarrollar una personalidad aventurera, curiosa, intrépida y valiente. 
Concluidos sus estudios de primaria, en 1951 inició el nivel secundaria en la Escuela Nacional de Maestros, en la Ciudad de México, donde años más adelante fue instruida por Emma Godoy, pedagoga, escritora y filósofa mexicana. En este recinto fue donde descubrió su vocación para ser maestra, convicción que la ha acompañado toda su vida y ha marcado a generaciones de estudiantes desde nivel básico hasta doctorado.  
En la década de 1960, marcada por acontecimientos mundiales como el Mayo Francés, la primavera de Praga, la revolución cubana, la liberación sexual, la segunda ola del feminismo y el movimiento por los derechos civiles , entre otros eventos históricos, Reyna Barrera se unió al grupo de estudiantes, profesores, obreros, amas de casa, campesinos e intelectuales y participó en el Movimiento Estudiantil de 1968 en México, el cual fue reprimido en lo que fue denominada la Masacre de Tlatelolco.
A inicios de la década de 1970, como parte del proyecto de Nueva Universidad del rector de la UNAM, Pablo González Casanova, a favor de una educación humanista y con la aplicación de las nuevas tendencias didácticas y pedagógicas, formó parte del grupo de maestras y maestros fundadores del Colegio de Ciencias y Humanidades, el 26 de enero de 1971.
En 2012, en un homenaje inesperado, el dramaturgo mexicano Arturo Amaro le dio nombre al Foro "Reyna Barrera", en el Centro Cultural Off Spring, en la Ciudad de México.
El 19 de abril de 2023, el Festival Love and Pride realizó un reconocimiento a Reyna Barrera por su larga trayectoria como escritora, dramaturga y activista por la comunidad LGBT+, en el Museo Memoria y Tolerancia.

## Obras
- Aura, un tema universal (1989)
- Material del olvido (1993)
- Agua tinta. Cinco ensayos de literatura (1995)
- Árboles (1995)
- XIII A flor de Piel (1993)
- Siete lunas para Sandra (1997)
- Salvador Novo: navaja de la inteligencia (1999)
- Sandra: secreto amor (Primera edición 2001. Segunda edición 2024. Plaza y Valdés)
- Escena con otra mirada (compiladora) (2003)
- Zona de teatro (2008)
- Luna plena (2008)
- Zona de teatro y letras: ensayos (2011)
- Llévame contigo (2014)
- La güera veneno y otros cuentos (2017)
- Árboles y tierra (2018)
- Marchanta de los siete pueblos originarios de Tláhuac (2020)
- Perreces de Rihanna (2020)
- De largo aliento (2024)

Antologías
- Las Divinas mutantes (Praxis) (1996)
- El teatro y la mujer latinoamericana (Perspectivas y retos del teatro hecho por mujeres) (2001)
- Antología literaria de profesores del CCH a 40 años. El compromiso con las palabras (Carta a Elena Madrigal) (2012)
- Sembrando letras. Antología literaria de profesores del colegio (Letanía para tus ojos: ámbar, asís, me dices. La noche con Brigitte Bardot) (2014)
- De la boca de Venus (Faltas a la moral, La güera veneno) (2017)

Hemerografía
- Barrera López, Reyna. “Le cri du camaleón. Anomalie de Francia” Teatro en el XXV Festival Cervantino, en Teatro, No.15, 1997 p.26 – 27.
- Barrera López, Reyna. “La gran magia” Portada en Teatro, en Teatro, No.12, 1997 p.16 – 17.
- Barrera López, Reyna. “El beso de la mujer araña” Portada en Teatro, en Teatro, No.8, 1996 p.16 – 19.
- Barrera López, Reyna. “La bella y la bestia” Portada en Teatro, en Teatro, No.11, 1997 p.16 – 18.
- Barrera López, Reyna. “Tres juegos mortales” en Teatro, No.13, 1997 p.12 – 13.
- Barrera López, Reyna. “Tiempos de acero” en Teatro, No.4, 1995 p.12 – 13.
- Barrera López, Reyna. “Jerez de la memoria” en Teatro, No.5, 1995 p.18 – 19.
- Barrera López, Reyna. “La tarántula Art Noveau de la calle de el oro” en Teatro, No.6, 1996 p.14 – 15.
- Barrera López, Reyna. “Don Juan en Chapultepec”, en Teatro, No.16, 1997-98 p.24 – 25.
- Barrera López, Reyna. “Evita. No llores por mi Argentina” Portada en Teatro, en Teatro, No.17, 1998 p.16 – 19.
- Barrera López, Reyna. “Transgresión y el hombre del destino” Bernard Shaw, en Teatro, No.10, 1997 p.8 – 9.
- Barrera López, Reyna. “¿Quién mató a Seki Sano?” En el salón de la fama: no son todos los que están ni están todos los que son, en Teatro, No.18, 1998 p.20 – 21.
- Barrera López, Reyna. “Doce meses en el teatro” en Teatro, No.9, 1997 p.19 – 21.
- Barrera López, Reyna. “El burlador de Tirso de Hector Mendoza” en Teatro, No.14, 1997 p.6 – 7.